# Пам'ятки археології Крижопільського району
У Крижопільському районі Вінницької області під обліком перебуває 70 пам'яток археології.
| №   | Охоронний № | Найменування пам’ятки                                                     | Пам'яток у комплексі | Адреса         | Дата (епоха)                                                   | Дата відкриття або виявлення | Автори (дослід.) | Рішення про взяття під охорону |
| --- | ----------- | ------------------------------------------------------------------------- | -------------------- | -------------- | -------------------------------------------------------------- | ---------------------------- | ---------------- | ------------------------------ |
| 1.  |             | Поселення черняхівської к-ри                                              |                      | с.Голубече     | ІІІ-IV ст. н. е.                                               | 2003 р.                      | Потупчик М.В.    | щойно виявлена                 |
| 2.  |             | Поселення черняхівської к-ри                                              |                      | с.Голубече     | ІІІ-IV ст. н. е.                                               | 2003 р.                      | Потупчик М.В.    | щойно виявлена                 |
| 3.  |             | Поселення епохи бронзи                                                    |                      | с.Тернівка     | ІІ тис. до н. е.                                               | 2003 р.                      | Потупчик М.В.    | щойно виявлена                 |
| 4.  |             | Курган                                                                    |                      | с.Кісниця      |                                                                | 2003 р.                      | Потупчик М.В.    | щойно виявлена                 |
| 5.  |             | Курган                                                                    |                      | с.Кісниця      |                                                                | 2003 р.                      | Потупчик М.В.    | щойно виявлена                 |
| 6.  |             | Курганна група                                                            | 2                    | с.Городківка   |                                                                | 2003 р.                      | Потупчик М.В.    | щойно виявлена                 |
| 7.  |             | Курганна група                                                            | 3                    | с.Городківка   |                                                                | 2003 р.                      | Потупчик М.В.    | щойно виявлена                 |
| 8.  |             | Поселення черняхівської к-ри                                              |                      | с.Петрунівка   | ІІІ-IV ст. н. е.                                               | 2003 р.                      | Потупчик М.В.    | щойно виявлена                 |
| 9.  |             | Курганна група                                                            | 3                    | с.Петрунівка   |                                                                | 2003 р.                      | Потупчик М.В.    | щойно виявлена                 |
| 10. |             | Поселення трипільської к-ри                                               |                      | с.Вербецьке    | IV -ІІІ тис. до н.е.                                           | 2003 р.                      | Потупчик М.В.    | щойно виявлена                 |
| 11. |             | Курган                                                                    |                      | с.Вербецьке    |                                                                | 2003 р.                      | Потупчик М.В.    | щойно виявлена                 |
| 12. |             | Курган                                                                    |                      | с.Вербка       |                                                                | 2003 р.                      | Потупчик М.В.    | щойно виявлена                 |
| 13. |             | Курган                                                                    |                      | с.Вербка       |                                                                | 2003 р.                      | Потупчик М.В.    | щойно виявлена                 |
| 14. |             | Курган                                                                    |                      | с.Вільшанка    |                                                                | 2003 р.                      | Потупчик М.В.    | щойно виявлена                 |
| 15. |             | Курган                                                                    |                      | с.Вербка       |                                                                | 2003 р.                      | Потупчик М.В.    | щойно виявлена                 |
| 16. |             | Курган                                                                    |                      | с.Вербка       |                                                                | 2003 р.                      | Потупчик М.В.    | щойно виявлена                 |
| 17. |             | Курган                                                                    |                      | с.Вербка       |                                                                | 2003 р.                      | Потупчик М.В.    | щойно виявлена                 |
| 18. |             | Курган                                                                    |                      | с.Вербка       |                                                                | 2003 р.                      | Потупчик М.В.    | щойно виявлена                 |
| 19. |             | Курган                                                                    |                      | с.Вербка       |                                                                | 2003 р.                      | Потупчик М.В.    | щойно виявлена                 |
| 20. |             | Курган                                                                    |                      | с.Вербка       |                                                                | 2003 р.                      | Потупчик М.В.    | щойно виявлена                 |
| 21. |             | Курган                                                                    |                      | с.Джугастра    |                                                                | 2003 р.                      | Потупчик М.В.    | щойно виявлена                 |
| 22. |             | Курган                                                                    |                      | с.Суха Долина  |                                                                | 2003 р.                      | Потупчик М.В.    | щойно виявлена                 |
| 23. |             | Курган                                                                    |                      | с.Джугастра    |                                                                | 2003 р.                      | Потупчик М.В.    | щойно виявлена                 |
| 24. |             | Курган                                                                    |                      | с.Вільшанка    |                                                                | 2003 р.                      | Потупчик М.В.    | щойно виявлена                 |
| 25. |             | Курган                                                                    |                      | с.Вільшанка    |                                                                | 2003 р.                      | Потупчик М.В.    | щойно виявлена                 |
| 26. |             | Курган                                                                    |                      | с.Вільшанка    |                                                                | 2003 р.                      | Потупчик М.В.    | щойно виявлена                 |
| 27. |             | Курган                                                                    |                      | с.Вільшанка    |                                                                | 2003 р.                      | Потупчик М.В.    | щойно виявлена                 |
| 28. |             | Курган                                                                    |                      | с.Вільшанка    |                                                                | 2003 р.                      | Потупчик М.В.    | щойно виявлена                 |
| 29. |             | Курган                                                                    |                      | с.Доярня       |                                                                | 2003 р.                      | Потупчик М.В.    | щойно виявлена                 |
| 30. |             | Курганна група                                                            | 2                    | с.Доярня       |                                                                | 2003 р.                      | Потупчик М.В.    | щойно виявлена                 |
| 31. |             | Поселення черняхівської к-ри                                              |                      | с.Красносілка  | ІІІ-IV ст. н. е.                                               | 2003 р.                      | Потупчик М.В.    | щойно виявлена                 |
| 32. |             | Поселення черняхівської к-ри                                              |                      | с.Красносілка  | ІІІ-IV ст. н. е.                                               | 2003 р.                      | Потупчик М.В.    | щойно виявлена                 |
| 33. |             | Поселення черняхівської к-ри                                              |                      | с.Красносілка  | ІІІ-IV ст. н. е.                                               | 2003 р.                      | Потупчик М.В.    | щойно виявлена                 |
| 34. |             | Поселення трипільської к-ри                                               |                      | с.Красносілка  | IV -ІІІ тис. до н.е.                                           | 2003 р.                      | Потупчик М.В.    | щойно виявлена                 |
| 35. |             | Курган                                                                    |                      | с.Одаї         |                                                                | 2003 р.                      | Потупчик М.В.    | щойно виявлена                 |
| 36. |             | Поселення черняхівської к-ри                                              |                      | с.Шарапанівка  | ІІІ-IV ст. н. е.                                               | 2003 р.                      | Потупчик М.В.    | щойно виявлена                 |
| 37. |             | Поселення черняхівської к-ри                                              |                      | с.Шарапанівка  | ІІІ-IV ст. н. е.                                               | 2003 р.                      | Потупчик М.В.    | щойно виявлена                 |
| 38. |             | Поселення епохи бронзи                                                    |                      | с.Куниче       | ІІ тис. до н. е.                                               | 2003 р.                      | Потупчик М.В.    | щойно виявлена                 |
| 39. |             | Поселення періоду Київської Русі                                          |                      | с.Куниче       | Х-ХІІІ ст.                                                     | 2003 р.                      | Потупчик М.В.    | щойно виявлена                 |
| 40. |             | Поселення періоду Київської Русі                                          |                      | с.Куниче       | Х-ХІІІ ст.                                                     | 2003 р.                      | Потупчик М.В.    | щойно виявлена                 |
| 41. |             | Поселення епохи бронзи                                                    |                      | с.Куниче       | ІІ тис. до н. е.                                               | 2003 р.                      | Потупчик М.В.    | щойно виявлена                 |
| 42. |             | Поселення черняхівської к-ри                                              |                      | с.Жабокрич     | ІІІ-IV ст. н. е.                                               | 2003 р.                      | Потупчик М.В.    | щойно виявлена                 |
| 43. |             | Поселення епохи бронзи                                                    |                      | с.Жабокрич     | ІІ тис. до н. е.                                               | 2003 р.                      | Потупчик М.В.    | щойно виявлена                 |
| 44. |             | Поселення епохи бронзи                                                    |                      | с.Павлівка     | ІІ тис. до н. е.                                               | 2003 р.                      | Потупчик М.В.    | щойно виявлена                 |
| 45. |             | Поселення черняхівської к-ри                                              |                      | с.Крикливець   | ІІІ-IV ст. н. е.                                               | 2003 р.                      | Потупчик М.В.    | щойно виявлена                 |
| 46. |             | Поселення черняхівської к-ри                                              |                      | с.Крикливець   | ІІІ-IV ст. н. е.                                               | 2003 р.                      | Потупчик М.В.    | щойно виявлена                 |
| 47. |             | Поселення епохи бронзи                                                    |                      | с.Красне       | ІІ тис. до н. е.                                               | 2003 р.                      | Потупчик М.В.    | щойно виявлена                 |
| 48. |             | Поселення трипільської к-ри                                               |                      | с.Красне       | IV -ІІІ тис. до н.е.                                           | 2003 р.                      | Потупчик М.В.    | щойно виявлена                 |
| 49. |             | Городище трипільської к-ри                                                |                      | с.Кісниця      | IV -ІІІ тис. до н.е.                                           | 2003 р.                      | Потупчик М.В.    | щойно виявлена                 |
| 50. |             | Поселення трипільської к-ри                                               |                      | с.Зеленянка    | IV -ІІІ тис. до н.е.                                           | 2003 р.                      | Потупчик М.В.    | щойно виявлена                 |
| 51. | 63          | Поселення трипільської культури                                           |                      | с. Гарячківка  | IV -ІІІ тис. до н.е.                                           | 1993 р.                      | В. Т. Загоруйко  | №50120.12.1993 р.              |
| 52. | 64          | Поселення трипільської культури                                           |                      | с. Гарячківка  | IV -ІІІ тис. до н.е.                                           | 1993 р.                      | В. Т. Загоруйко  | №50120.12.1993 р.              |
| 53. | 65          | Двошарове поселення: трипільської та черняхівської культури               |                      | с. Гарячківка  | IV-ІІІ тис. до н.е., ІІ-IV ст. ст. н.е.                        | 1993 р.                      | В. Т. Загоруйко  | №50120.12.1993 р.              |
| 54. | 66          | Поселення трипільської культури                                           |                      | с. Гарячківка  | IV-ІІІ тис. до н.е.                                            | 1993 р.                      | В. Т. Загоруйко  | №50120.12.1993 р.              |
| 55. | 67          | Поселення трипільської культури                                           |                      | с. Гарячківка  | IV-ІІІ тис. до н.е.                                            | 1993 р.                      | В. Т. Загоруйко  | №50120.12.1993 р.              |
| 56. | 68          | Поселення черняхівської культури                                          |                      | с. Гарячківка  | ІІ-IV ст. ст. н.е.                                             | 1993 р.                      | В. Т. Загоруйко  | №50120.12.1993 р.              |
| 57. | 69          | Поселення черняхівської культури                                          |                      | с. Гарячківка  | ІІ-IV ст. ст. н.е.                                             | 1993 р.                      | В. Т. Загоруйко  | №50120.12.1993 р.              |
| 58. | 70          | Поселення черняхівської культури                                          |                      | с. Гарячківка  | ІІ-IV ст. ст. н.е.                                             | 1993 р.                      | В. Т. Загоруйко  | №50120.12.1993 р.              |
| 59. | 71          | Поселення трипільської культури                                           |                      | с. Городківка  | IV-ІІІ тис. до н.е.                                            | 1993 р.                      | В. Т. Загоруйко  | №50120.12.1993 р.              |
| 60. | 72          | Поселення білогрудівської культури                                        |                      | с. Городківка  | ІІ тис. до н.е.                                                | 1993 р.                      | В. Т. Загоруйко  | №50120.12.1993 р.              |
| 61. | 32          | Поселення трипільської культури                                           |                      | с. Жабокрич    | IV- ІІІ тис. до н.е.                                           | 1996 р.                      | Потупчик М. В.   | №44322.12.1997 р.              |
| 62. | 33          | Поселення чорноліської культури                                           |                      | с. Жабокрич    | IV- ІІІ тис. до н.е.                                           | 1996 р.                      | Потупчик М. В.   | №44322.12.1997 р.              |
| 63. | 73          | Поселення трипільської та черняхівської культури, черняхівський могильник |                      | с. Красносілка | IV-ІІІ тис. до н.е., ІІ-IV ст. ст. н.е.                        | 1992 р.                      | В. Т. Загоруйко  | №50120.12.1993 р.              |
| 64. | 74          | Поселення трипільської та черняхівської культури                          |                      | с. Красносілка | IV-ІІІ тис. до н.е., ІІ-IV ст. ст. н.е.                        | 1993 р.                      | В. Т. Загоруйко  | №50120.12.1993 р.              |
| 65. | 75          | Поселення черняхівської культури                                          |                      | с. Красносілка | ІІ-IV ст. ст. н.е.                                             | 1993 р.                      | В. Т. Загоруйко  | №50120.12.1993 р.              |
| 66. | 96          | Слов’янське городище                                                      |                      | с. Куниче      | IX-XI ст. ст. н.е.                                             | 1901 р.                      | Є. Сецинський    | № 9617.02. 1983 р.             |
| 67. | 76          | Поселення трипільської та білогрудівської культурчерняхівський могильник  |                      | с. Одаї        | IV-ІІІ тис. до н.е., XII-X ст. ст. до н.е., ІІ-IV ст. ст. н.е. | 1992 р.                      | В. Т. Загоруйко  | №50120.12.1993 р.              |
| 68. | 77          | Поселення трипільської та черняхівської культури                          |                      | с. Одаї        | ІІІ тис. до н.е., ІІ-IV ст. ст. н.е.                           | 1992 р.                      | В. Т. Загоруйко  | №50120.12.1993 р.              |
| 69. | 78          | Поселення черняхівської культури                                          |                      | с. Одаї        | ІІ-IV ст. ст. н.е.                                             | 1992 р.                      | В. Т. Загоруйко  | №50120.12.1993 р.              |
| 70. | 34          | Поселення трипільської культури                                           |                      | с. Тернівка    | IV- ІІІ тис. до н.е.                                           | 1996 р.                      | Потупчик М. В.   | №44322.12.1997 р.              |
|     |             |                                                                           |                      |                |                                                                |                              |                  |                                |

## Джерело
- Пам'ятки Вінницької області